# Venturia populina
Venturia populina là một loài Ascomycetes trong họ Venturiaceae. Loài này được Vuill.Fabricius miêu tả khoa học đầu tiên năm.
Đây là loài gây hại của các cây trong chi Populus, phát triển phổ biến ở Trung Quốc.